# Нафтовий насос
Нафтова помпа або насо́с на́фтовий (англ. oil-transfer pump, нім. Erdölpumpe f) — призначений для транспортування нафти магістральними нафтопроводами. При в'язкості нафти до (1 — 1,5)• 10-4 м²/с та подачах до 1000 м³/год і діаметрі трубопроводу до 400 мм перевагу віддають відцентровим секційним насосам; при більшій подачі застосовують одноступінчасті відцентрові насоси двобічного всмоктування із спіральним відводом; при в'язкості нафти до (1,5 — 2)•10-4 м²/с застосовують ґвинтові насоси, які серійно виготовляють на подачу 500 — 600 м³/год та тиск до 3 МПа. Основний виготівник нафтових помп в Україні — Сумський завод насосного та енергетичного машинобудування.